# Аргининосукцинат
Аргининосукцинат, также аргининоянтарная кислота — непротеиногенная аминокислота, которая синтезируется в цикле мочевины. Является осно́вной аминокислотой.

## Реакции
Некоторые клетки организма человека (гепатоциты, клетки почек) синтезируют аргининосукцинат из цитруллина и аспарагиновой кислоты и используют его в качестве предшественника синтеза аргинина в цикле мочевины или цикле цитруллин-NO. Фермент, катализирующий реакцию синтеза аргининосукцината — аргининосукцинат-синтетаза. Схема реакции:
 +  + ATP →  + AMP + PPi.
Аргининоянтарная кислота является предшественником фумарата, который поставляется в цикле Кребса. Аргининосукцинат расщепляется до фумарата и аргинина, посредством фермента — аргининосукцинат-лиазы, по реакции:
 ⇔  + .